# Lilyan Tashman

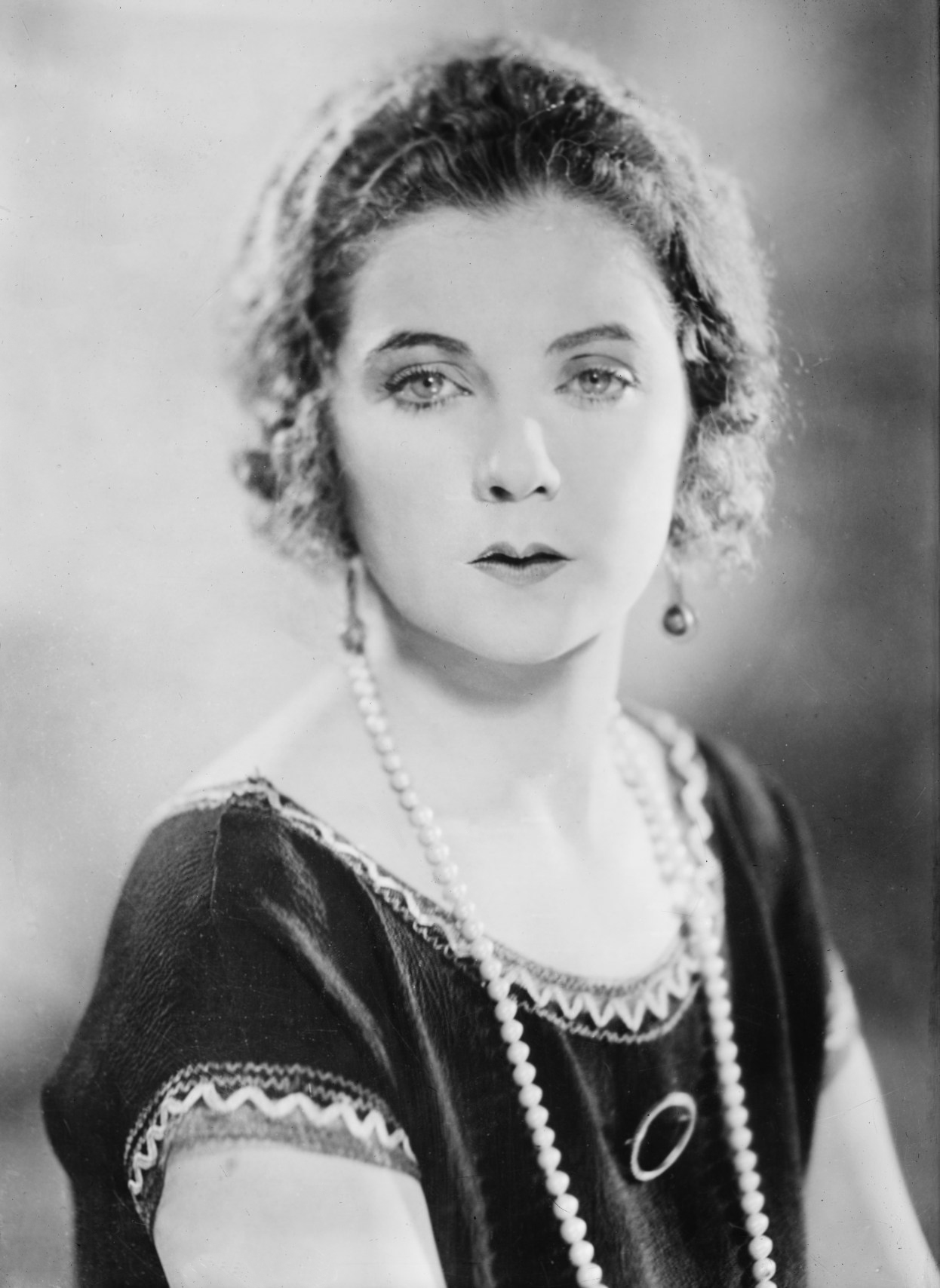
Lilyan Tashman

Lilyan Tashman (* 23. Oktober 1896 in New York City; † 21. März 1934 ebenda) war eine US-amerikanische Schauspielerin.

## Leben
Tashman wurde als Tochter von Maurice Tashman (1856–1924) und Rose Cook Tashman (1854–1914) in New York geboren. Sie besuchte die Girl’s High School in Brooklyn. Ein Auftritt als Chormädchen in einer Broadway-Produktion ist bereits für 1913 belegt. In der Folge wirkte sie am Broadway und auf weiteren New Yorker Bühnen in verschiedenen Theaterstücken und Revuen mit, unter anderem bei den Ziegfeld Follies. 1921 machte sie ihr Filmdebüt und arbeitete danach regelmäßig in der Filmindustrie; sie hatte bereits in der Stummfilmära soliden Erfolg, doch mit dem Einsetzen des Tonfilms Ende der 1920er-Jahre wuchs ihre Popularität nochmals an.
In Hollywoods sogenannter Pre-Code-Ära spielte sie in Hauptrollen oder größeren Nebenrollen insbesondere elegante Frauen, die Männer um den Finger wickeln konnten und für die damalige Zeit eine ungewohnt offensiv gelebte weibliche Sexualität zeigten. Einen ihrer bekanntesten Auftritte hatte sie 1931 in Girls About Town an der Seite von Kay Francis, in denen sie zwei befreundete Escortdamen verkörperten. Insgesamt umfasst Tashmans filmisches Schaffen rund 68 Filme, ihr letzter Film Frankie and Johnnie wurde 1936 posthum veröffentlicht. Insbesondere beim weiblichen Publikum galt die stets gut gekleidete Tashman auch als Stilikone. Ein Nachruf bezeichnete sie auch als „die bestangezogendste Frau in Hollywood“.
Von 1920 bis 1921 war sie mit Al Lee verheiratet. 1925 heiratete sie den Schauspieler Edmund Lowe, mit dem sie bis zu ihrem Tod zusammen war. Tashman starb im März 1934 im Alter von 37 Jahren in einem New Yorker Krankenhaus nach einer Notoperation wegen eines Gehirntumors, der im Vorjahr diagnostiziert worden war. Mehr als 10.000 Menschen nahmen an ihrer Beerdigung teil. Sie ist auf dem Washington Cemetery in Brooklyn beigesetzt.

## Filmografie
- 1921: Experience
- 1922: Head Over Heels
- 1924: Die kleine Kanaille (The Dark Swan)
- 1924: Is Love Everything?
- 1924: Manhandled
- 1924: Nellie, the Beautiful Cloak Model
- 1924: The Garden of Weeds
- 1924: Der Meisterboxer (Winner Take All)
- 1925: Asphaltschmetterlinge (A Broadway Butterfly)
- 1925: Bright Lights
- 1925: Déclassé
- 1925: I'll Show You the Town
- 1925: Ports of Call
- 1925: Pretty Ladies
- 1925: Seven Days
- 1925: The Girl Who Wouldn't Work
- 1925: The Parasite
- 1926: For Alimony Only
- 1926: Love's Blindness
- 1926: Rocking Moon
- 1926: Sibirien (Siberia)
- 1926: So ist Paris (So This Is Paris)
- 1926: The Skyrocket
- 1926: Whispering Smith
- 1926: Die Kameliendame (Camille)
- 1927: A Texas Steer
- 1927: Die gestohlene Braut (The Stolen Bride)
- 1927: Don't Tell the Wife
- 1927: Evening Clothes
- 1927: French Dressing
- 1927: The Prince of Headwaiters
- 1927: The Woman Who Did Not Care
- 1928: Craig's Wife
- 1928: Lady Raffles
- 1928: Mädel sei lieb (Happiness Ahead)
- 1928: Manhattan Cocktail
- 1928: Phyllis of the Follies
- 1928: Take Me Home
- 1929: Bulldog Drummond
- 1929: Gold Diggers of Broadway
- 1929: Hardboiled
- 1929: New York Nights
- 1929: The Lone Wolf's Daughter
- 1929: The Marriage Playground
- 1929: The Trial of Mary Dugan
- 1930: Leathernecking
- 1930: No, No, Nanette
- 1930: On the Level
- 1930: Puttin' on the Ritz
- 1930: The Cat Creeps
- 1930: The Matrimonial Bed
- 1931: Finn and Hattie
- 1931: Girls About Town
- 1931: Millie
- 1931: Murder by the Clock
- 1931: One Heavenly Night
- 1931: The Mad Parade
- 1931: The Road to Reno
- 1931: Up Pops the Devil
- 1932: Scarlet Dawn
- 1932: The Wiser Sex
- 1932: Those We Love
- 1933: Mama Loves Papa
- 1933: Too Much Harmony
- 1933: Wine, Women and Song
- 1934: Riptide
- 1936: Frankie and Johnnie